# Zariczowo (przystanek kolejowy)
Zariczowo (ukr. Зарічово, cz. Zářiči) – przystanek kolejowy w miejscowości Zariczowo, w rejonie użhorodzkim, w obwodzie zakarpackim, na Ukrainie. Położony jest na linii Sambor – Czop.

## Historia
Przystanek istniał przed II wojną światową. W okresie przynależności tych terenów do Czechosłowacji nosił nazwę Zářiči.